# When I Fall in Love (chanson)
Pour les articles homonymes, voir When I Fall in Love.
Pistes de The Colour of My Love, Nuits blanches à Seattle
Real Emotion Love Doesn't Ask Why
When I Fall in Love est une chanson de Victor Young et Edward Heyman, devenue un standard de jazz et interprétée depuis 1952 par de nombreux artistes, notamment Marilyn Monroe en 1953, Miles Davis en 1956 ou Keith Jarrett en 1998 sur l'album After the Fall.

## Céline Dion
Céline Dion et Clive Griffin l'interprètent en 1993 sur l'album The Colour of My Love. Le vidéoclip a été dirigé par Dominic Orlando et tournée à Hollywood.
Aux États-Unis, la chanson débute en 80e position et sera 12 semaines plus tard en 23e position. En Australie, la chanson débute en 96e position et sera la semaine suivante en 93e position et passe 6 semaines dans les charts. La chanson sera également au top 40 en Nouvelle-Zélande et aux Pays-Bas.

### Charts mondiaux
| Pays                         | Meilleure Position |
| ---------------------------- | ------------------ |
| Australie                    | 93                 |
| Nouvelle-Zélande             | 22                 |
| Pays-Bas                     | 37                 |
| États-Unis Billboard Hot 100 | 23                 |